# Municipio de Cherry (condado de Sullivan)
El municipio de Cherry (en inglés: Cherry Township) es un municipio ubicado en el condado de Sullivan en el estado estadounidense de Pensilvania. En el año 2000 tenía una población de 1.718 habitantes y una densidad poblacional de 11 personas por km².

## Geografía
El municipio de Cherry se encuentra ubicado en las coordenadas 41°31′00″N 76°21′59″O / 41.51667, -76.36639.

## Demografía
Según la Oficina del Censo en 2000 los ingresos medios por hogar en la localidad eran de $30,357 y los ingresos medios por familia eran $36,071. Los hombres tenían unos ingresos medios de $29,917 frente a los $19,716 para las mujeres. La renta per cápita para la localidad era de $16,706. Alrededor del 11,9% de la población estaban por debajo del umbral de pobreza.